# 家族対抗!!芸能クイズ
『家族対抗!!芸能クイズ』（かぞくたいこう げいのうクイズ）は、1980年4月6日から同年10月5日までテレビ朝日で放送されていた、芸能情報番組を兼ねたクイズ番組である。放送時間は毎週日曜 11:00 - 11:45（日本標準時）。
芸能界を題材にした問題ばかりを出していた視聴者参加型のクイズ番組。毎回4組の一般家族が参加し、番組が出題する芸能クイズに答えて賞金を稼いでいた。番組後半では獲得賞金額の順位を元に、海外旅行を賭けてのじゃんけんを行っていた。
司会はみのもんたが務めていた。その他のレギュラーとして梨元勝も出演していた。また、途中からたのきんトリオ、柳家小さんがTVRでレギュラー出演した。
テレビ朝日の日曜11時台はこの番組から1989年4月スタートの「サンデープロジェクト」が始まるまでの9年間、ローカルセールス枠となりテレビ朝日系列局でもネットしない局が出た。朝日放送では、この時間帯、同じ日にスタートした「世界一周双六ゲーム」などを放送した。同局は9年間テレビ朝日制作の番組をネットしなかった。このほか、瀬戸内海放送、広島ホームテレビでもネットしなかった時期があった。
番組は、半年で終了したが後番組として同年10月、同じ視聴者参加型クイズ番組で家族対抗からペア対抗に変更した「クイズ!!マガジン80」を開始。3年間続いた。なおタイトルの「80」は1980年の「80」であり英語読みで「エイティ」と発音する。1981年以降は、「81」と年が変わるごとに西暦の下二けたに合わせた。このようなタイトルは、同時期には、日本テレビの「NNNドキュメント」のほかフジテレビの「ミュージックフェア」でも行われていた。
視聴者参加型クイズ番組で家族対抗からペア対抗に変更して成功した例はフジテレビで1976年4月スタートの「クイズ!家族ドレミファ大賞」から同年10月スタートの「クイズ・ドレミファドン!」に変更して11年半続きその後も正月の特番や「カスペ!」枠でも放送されたことがある。
また、放送開始日には裏でも「野球クイズ一発逆転」と「ジョギングクイズ」（いずれも東京12チャンネル）がスタート。そして12:00でも、「日本縦断クイズ合戦」（TBS)がスタートしこの時間帯で一挙に関東地方では4本のクイズ番組がスタートした。

## 主な放送内容

### 前半戦
出場者は一般家族（両親と子供の計3名で構成）が4組。クイズは「スターズームインクイズ」「ゲストクイズ」「スピードクイズ」の3コーナーによって構成されていた。
スターズームインクイズ
芸能人のニュースなどに関するクイズで、VTRで出題。クイズは三択方式で、正解時には1万円を獲得できた。
ゲストクイズ
毎回出演するゲストに関するクイズ。これも三択方式で、正解時には1万円を獲得できた。
スピードクイズ
オーソドックスな早押しクイズ。問題は全て芸能関係。正解時には1万円を獲得できたが、不正解時には1万円減額となった。
こうして全てのコーナーが終わり、賞金を最も多く獲得したチームには「トップ賞」として10万円を進呈。そして、この順位を基に後半戦を行った。

### 後半戦
番組後半は、35枚（縦7×横5）のパネルも併用しながらのじゃんけんで進行。パネルの構成は以下の通りで、「グー」のパネル・「チョキ」のパネル・「パー」のパネルがアトランダムに隠されていた。
| 1  | 2  | 3  | 4  | 5  |
| 6  | 7  | 8  | 9  | 10 |
| 11 | 12 | 13 | 14 | 15 |
| 16 | A  | B  | C  | 17 |
| 18 | 19 | 20 | 21 | 22 |
| 23 | 24 | 25 | 26 | 27 |
| 28 | 29 | 30 | 31 | 32 |

まず、最下位のチームが数字パネル32枚のうちのいずれか1つを開き、出た目を自分の出し目にした。そして、3位チームがそれ以外の数字パネルの内1つを指定し、みのと観客の「ジャンケンポン」の掛け声でパネルを開いて勝負した。勝者はその出し目で2位チームと勝負（やり方は同じ、その次も同様）。その勝者はトップチームと勝負し、勝ったチームが海外旅行挑戦権を得られた。したがって、最下位チームでも勝ち進めば挑戦権を得られる可能性があった。
挑戦権を得たチームは、「A」「B」「C」の3枚のパネルのうちの1枚を指定し、自分の出し目と勝負した。勝てば天井から大量の紙吹雪が舞い、海外旅行獲得となった。「あいこ」であった場合には、別のパネルを開いて勝負した。